# Ern
Ein Ern (Ehrn, Eren) ist ein fränkischer Hausflur. Es bezeichnet im ursprünglichen Sinne den Flur- und Herdraum im Erdgeschoss in Bauernhäusern.

## Wortherkunft
Neben der geläufigen Form Ern gibt es die Bezeichnungen Erm, Ähre[n], Öhrn. Bereits im 8. Jahrhundert ist althochdeutsch erin ‚Erd-, Fußboden, Estrich‘ belegt, aus dem sich mittelhochdeutsch Ern, Eren für ‚Fußboden, Grund‘ entwickelt hat. Eine Verwandtschaft mit altnordisch arinn mit der Bedeutung „zum Opfer bestimmte Feuerstätte, Herd“, litauisch aslà ‚Steindiele‘, lateinisch ārea ‚freier Platz, Tenne‘ beziehungsweise als Lehnwort zu arēna Sandboden ist möglich.

## Verwendung
Nach dem Begriff Ern wurde von der Hausforschung der Begriff für den historischen Fachwerkhaustyp des Ernhauses abgeleitet. Dies ist ein im Mittelalter aufgekommener Bauernhaustyp, der wegen seines regionalen Bezugs auch mitteldeutsches, oberdeutsches, thüringisches oder fränkisches Haus genannt wird. Das Verbreitungsgebiet war – im Gegensatz zum Hallenhaus im norddeutschen Tiefland – der Süden Deutschlands, wobei die ungefähre Grenze im Bereich der Mittelgebirge lag. Das Ernhaus ist ein dreizelliges Wohnstallhaus mit Stube, Küche und Stall unter einem Dach. Die Küche als mittlerer Raum war zugleich der Flur.
Der Begriff und seine Definition als fränkischer Hausflur finden sich häufig in Kreuzworträtseln, da sich ERN aus drei im Deutschen häufigen Buchstaben zusammensetzt und daher oft als Füllwort entsteht.